# 요코시마 가오루
요코시마 가오루(일본어: 横嶋 かおる, よこしま かおる, 1985년 12월 11일~)는 일본의 은퇴한 핸드볼 선수로 포지션은 피벗이다. 현역 시절에 일본 핸드볼 리그의 홋코쿠은행 허니비와 일본 여자 대표팀에서 활동했다. 동생인 아야와 하루카도 핸드볼 선수이다.

## 국가대표팀 경력
세르비아에서 열린 2013년 세계 여자 선수권 대회에서 일본 국가대표팀으로 참가했으며, 일본 대표팀은 14위를 기록했다.